# Ши Лан
Ши Лан (кит. трад. 施琅, пиньинь Shī Láng, 1620—1696) — флотоводец, служивший империи Мин и маньчжурской империи Цин, который покорил Тайвань.
Ши Лан родился в богатой семье в уезде Цзиньцзян провинции Фуцзянь в 1621 году. В молодые годы он изучал военное искусство, ведение войны на море, мореходство. Принимал участие в морских походах. В 1646 году переходит на службу маньчжурской империи Цин. К 1660-м годам занимает высокие посты на служебной лестнице.
В 1681 году император, правящий под девизом «Канси», назначает Ши Лана главою вооружённых сил Империи против обосновавшихся на Тайване минских лоялистов (т. н. государство Дуннин). Уже 8 июля 1683 года, после значительной подготовки, Ши Лан выводит силы в составе 300 боевых кораблей и 20 тысяч воинов, и в итоге кровопролитных сражений к 3 октября он достигает Тайваня и принуждает сдаться оставшиеся войска и чиновников.
После выдающихся побед, Ши Лан получает значительные почести от императора. Его потомки получают ряд привилегий. В современном же Китае, Ши Лан остается спорной фигурой, оставив после себя тяжёлые воспоминания на Тайване как завоеватель и жестокий правитель.